# والر تي باتون
والر تي باتون (بالإنجليزية: Waller Tazewell Patton)‏ هو ضابط أمريكي، ولد في 15 يوليو 1835 في فريدريكسبيورغ في الولايات المتحدة، وتوفي في 21 يوليو 1863 في جيتيسبيرغ في الولايات المتحدة.